# أوين آرثر
أوين آرثر (بالإنجليزية: Owen Arthur)‏ (1949 - 2020)، هو عالم اقتصاد، وسياسي، من باربادوس ينتمي لحزب العمال في بربادوس، شغل منصب رئيس حكومة باربادوس من 1994 - 2008. ولد في باربادوس. يوم 17 أكتوبر 1949، وتوفي في 27 يوليو 2020.

## مناصب
تولى منصب رئيس وزراء باربادوس (6 سبتمبر 1994–16 يناير 2008).

## جوائز
- حصل على نيشان خوسيه مارتي.

## روابط خارجية
- أوين آرثر على موقع الموسوعة البريطانية (الإنجليزية)
- أوين آرثر على موقع مونزينجر (الألمانية)
- أوين آرثر على موقع إن إن دي بي (الإنجليزية)